# Гонка чемпионов 2015
Гонка чемпионов 2015 года — 28-я международная автогонка, в которой принимают участие выдающиеся гонщики самых престижных серий. Прошла с 20 по 21 ноября в Лондоне на «Олимпийском стадионе». Соревнования проводились по олимпийской системе в личном зачете и в Кубке Наций.

## Составы команд
| Заявленные команды     | Заявленные команды | Заявленные команды             |
| Команда                | Пилот              | Серия                          |
| ---------------------- | ------------------ | ------------------------------ |
| Сборная Австралии      | Даниэль Риккардо   | Формула-1                      |
| Сборная Австралии      | Мик Дуэн           | завершил карьеру               |
| Сборная Англии         | Джейсон Плато      | BTCC                           |
| Сборная Англии         | Энди Приоль        | BTCC, ранее — WTCC             |
| Сборная Бразилии       | Фелипе Масса       | Формула-1                      |
| Сборная Бразилии       | Нельсон Пике-мл.   | Формула Е, IRL Indy Lights     |
| Сборная Великобритании | Дженсон Баттон     | Формула-1                      |
| Сборная Великобритании | Алекс Банкомб      | Blancpain Endurance Series     |
| Сборная Германии       | Себастьян Феттель  | Формула-1                      |
| Сборная Германии       | Нико Хюлькенберг   | Формула-1, WEC                 |
| Сборная Испании        | Хорхе Лоренсо      | MotoGP                         |
| Сборная Скандинавии    | Том Кристенсен     | завершил карьеру               |
| Сборная Скандинавии    | Петтер Сольберг    | Чемпионат мира по ралли-кроссу |
| Сборная Америки        | Райан Хантер-Рей   | IndyCar                        |
| Сборная Америки        | Хосе Мария Лопес   | WTCC                           |
| Сборная Франции        | Ромен Грожан       | Формула-1                      |
| Сборная Шотландии      | Дэвид Култхард     | завершил карьеру               |
| Сборная Шотландии      | Сьюзи Вольфф       | Тест-пилот Формулы-1           |
| Молодые звёзды         | Джолион Палмер     | Тест-пилот Формулы-1           |
| Молодые звёзды         | Паскаль Верляйн    | DTM                            |